# NGC 1316B
NGC 1316B في الفهرس العام الجديد، هي مجرة، تقع في كوكبة الكور. اكتشفها جيمس دنلوب في عام 1826.

## روابط خارجية
- NGC 1316B على موقع ويكي سكاي: DSS2, SDSS, GALEX, IRAS, Hydrogen α, X-Ray, Astrophoto, Sky Map, Articles and images